# アルマンド・ベジャール
アルマンド＝グレザンド＝クレール＝エリザベート・ベジャール（ Armande-Grésinde-Claire-Élisabeth Béjart 、1640年 - 1700年11月30日）は、フランスの女優。17世紀の舞台女優として最も有名なうちの1人である。モリエールの妻。

## 生涯
17世紀フランスにおいて、役者を輩出していたことで有名なベジャール家の出身。両親ははっきりとはわからない。この点について長い間論争が行われてきたが、決着はついていない。
1650年頃から、「ムヌー嬢(Mlle de Menou)」なる芸名で子役として舞台を踏んでいたらしい。「アルマンド」という名前が幼いころに使われた形跡は一切なく、「アルマンド＝グレザンド＝クレール＝エリザベート」なる長ったらしい洗礼名は、モリエールとともに南フランスを巡業している間に付けられたものではないかとする説がある。1653年にラングドック地方の三部会が開催された際、当時モリエールの庇護者であったアルマン・ド・ブルボン (コンティ公)が議長を務めたが、この三部会の招集者の妻の名前がグレザンドという名前であったことから、彼女とともに、庇護下の役者たちのために名付け親を買って出たのではないかということである。
1662年2月、モリエールと結婚し、3人の子を儲けた。
- ルイ(1664年1月19日 - 11月11日)
- マリー・マドレーヌ・エスプリ(1665年8月3日 - 1723年3月23日)
- ピエール・ジャン=バティスト・アルマンド(1672年9月15日 - 10月11日)の3人である。

最初の子供であるルイは当時の国王ルイ14世が名付け親となり、代父母としてその夫妻を持ったが、夭折した。3人のうち成人したのは、長女のマリー・マドレーヌ・エスプリだけである。マドレーヌ・ベジャールとかつてその恋人で、モリエールと親交のあったモデーヌ伯爵が名付け親となったが、子供をのこさなかったので、モリエールの血筋はここで途絶えた。
1664年頃から、女優としての才能が一気に開花した。様々なタイプのヒロイン役を次々とこなし、劇団の中心女優であることを認めさせた。1672年になって、モリエールはリシュリュー通りに豪華なアパルトマンを借り、そこへ移り住んだ。そこで第3子「ピエール・ジャン=バティスト・アルマンド」が生まれたが、わずか1か月で夭折した。その翌年、モリエールは「病は気から」の上演中に倒れ、そのまま死去した。当時の慣習として、俳優は司祭の前で俳優の職を放棄した旨を誓わなければ協会から埋葬の許可を得ることができなかったため、アルマンドは国王に請願し、国王が教会に口添えしたことでようやく埋葬が許された。
モリエールの死後、劇団は本拠地パレ・ロワイヤルの使用権を失い、途方に暮れていた。アルマンドはラ・グランジュとともに、火事で劇場を失ってほとんど解散状態にあったマレー劇場の俳優を吸収し、彼らを率いてゲネゴー劇場へ移った。1677年5月31日には、俳優のゲラン・デストリシェ(  Guérin d'Estriché  )と再婚。彼との間に息子ニコラをもうけた。ニコラは1699年、モリエールの未完作品「メリセルト」の翻案を出版した。
1680年には、国王の命を受けてブルゴーニュ劇場と合併し、コメディ・フランセーズが創設された。その際、正座員( Sociétaire )となった。1694年10月14日を最後に引退し、1000ポンドの年金が支給された。引退後は、1676年に5400ポンドで取得していたムードンの家で、夫とともに亡くなるまで暮らした。この家は、フランスの王室公式外科医であったアンブロワーズ・パレが以前所有していたものである。
1700年12月2日、死去した。遺体はパリ市内の墓地に葬られた。

## 誰の子か？
マドレーヌ・ベジャールと親子関係にあるのか、それとも単なる姉妹なのか、そして父親は誰なのか、長い間論争が行われてきた。結論から言えば、どの件に関しても未だに決着はついていない。
モリエールの親友であったニコラ・ボアロー＝デプレオーの証言に「モリエールは最初、マドレーヌ・ベジャールに恋をしたが、やがてその娘と結婚した」とあるように、同時代の人々はマドレーヌとアルマンドを親子として考えていた。この当時問題となっていたのは「父親は誰なのか？」という点のみである。もし仮に父親がモリエールであるならば、即ちそれは近親相姦の罪を犯しているということであり、現在でも罪となる近親相姦は、17世紀当時は「神と人に対する大逆罪」であり、火あぶりの刑になってもおかしくないほどのものであった。この点は当然、モリエールの敵対者たちに格好の材料を与えることになった。ルイ14世がモリエールの子供の名付け親となったことで、そのような疑いがないことは公式に示されたが、それでも攻撃はやまなかった。その一方で、モリエールが父親でないのなら、何の罪も構成しない。当時、昔の愛人の娘と結婚するというケースは多くはないにせよ、しかし現実にあったので、この点は特に疑いをかけるようなところではない。
ところが19世紀、1821年にパリで警察署長をしていたベッファラという男によって、衝撃的な論文が発表された。その論文には彼が見つけた記録として、1662年2月20日付のモリエールとアルマンドの結婚契約書が収録されており、契約書には「故ジョゼフ・ベジャールならびにマリー＝エルベの娘、およそ20歳になるアルマンド・ベジャール」と書かれていたのである。父親は誰かわからないまでも、マドレーヌを母親としてきたこれまでの通説を覆すこの発見を契機として、議論は真っ二つに割れることになった。

### 親子説
アルマンドをマドレーヌ・ベジャールと親子関係にあると見る研究者たちは、先述のボワローの証言を重んじるだけでなく、モリエールは当然としても、彼に近しい人々の沈黙を不自然だと考えた。モリエールが攻撃されるたびに、反論して彼を擁護していたのに、なぜかこの件についてだけは何も語っていないからである。
ラ・グランジュは生涯モリエールの忠実な部下であり続け、モリエールも彼に全幅の信頼を置いていた。彼は1682年に「モリエール全集」を刊行する際に、序文として簡潔にモリエールの生涯を紹介する文を執筆した。モリエールの死後すでに10年が経とうとしており、アルマンドは再婚していたため、気遣いは誰に対してももはや必要なかった。なおかつ初の公式的な全集の序文であるから、モリエール夫妻への誹謗中傷を否定し、アルマンドがマドレーヌの妹であるなら、その事実を明かして知らせる絶好の機会であるにもかかわらず、ラ・グランジュは一切この件に触れていない。これに加えてマドレーヌがアルマンドに持たせた持参金が、その後結婚したマドレーヌの妹、ジュヌヴィエーヴに持たせた額より遥かに多額であったこと、アルマンドを遺産の相続人として指名したことなどが、「アルマンド＝マドレーヌの娘」説の根拠である。

### 姉妹説
一方でマドレーヌの妹と考える研究者たちは、ベッファラその他によって発見された公式記録の記載を信じるべきだと主張した。しかしこの主張には反論が寄せられた。当時の公式記録は虚偽の申請が可能であるから、結婚契約書以後の書類はそれに準じているのが当然で、意味をなさないというのである。そのため、この説をとる研究者が最重要視したのは、発見された中で最も古い公式記録である、1643年3月10日付で母マリー＝エルベが裁判所に提出した「父ジョゼフ・ベジャールの遺産相続権放棄の請願書」であった。父親の遺した借金を子供たちに背負わせないようにするためのものだが、この請願書には「マリー＝エルベと故人の間にできた未成年の子供たち、ならびに未洗礼の女子に代わって、マリー＝エルベが親戚縁者と協議の結果、遺産相続権の放棄を願い出た」と書かれており、この「未洗礼の女子」をアルマンドであると解釈するのが、この説をとる研究者の考えである
その後も研究がすすめられ、新たな新資料も多数発見されたが、それでも決着はつかなかった。アルマンドの洗礼記録が見つかれば直ちに議論は収束するが、現在でも見つかっていない。存在しないのかもしれない。

## モリエールとの結婚生活

モリエールとアルマンドの結婚契約書。3枚目にモリエールのサインが見える
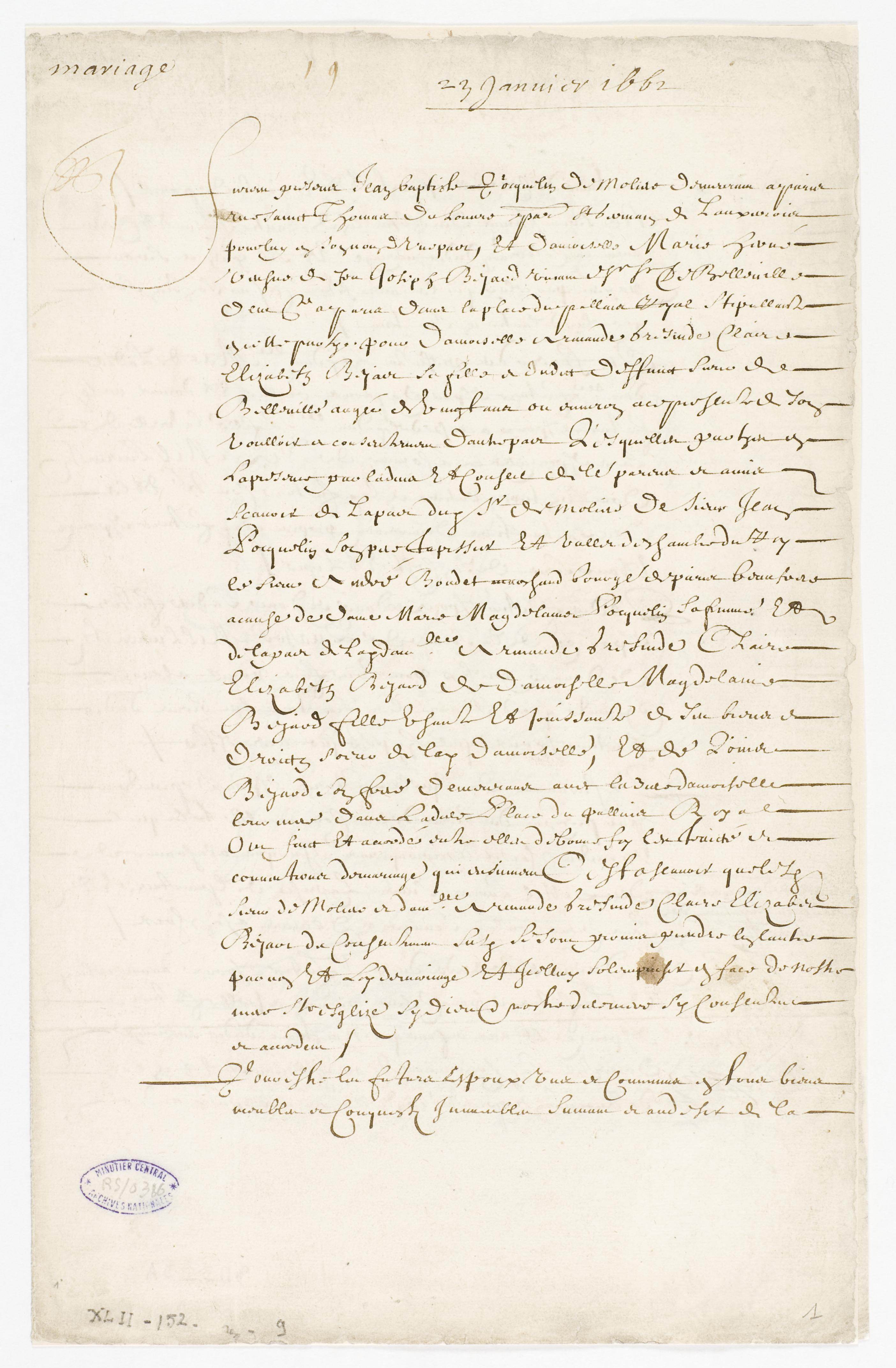
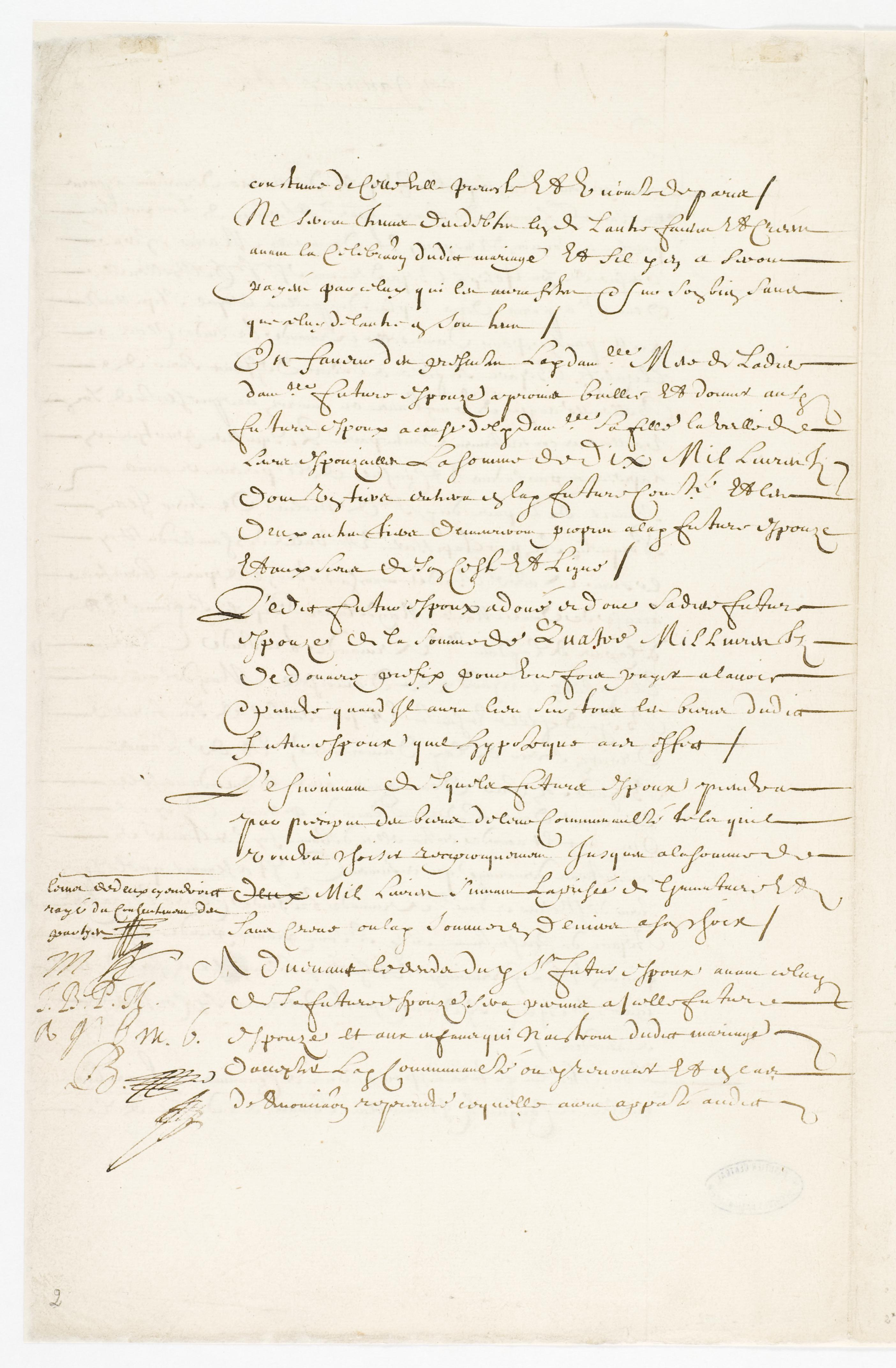
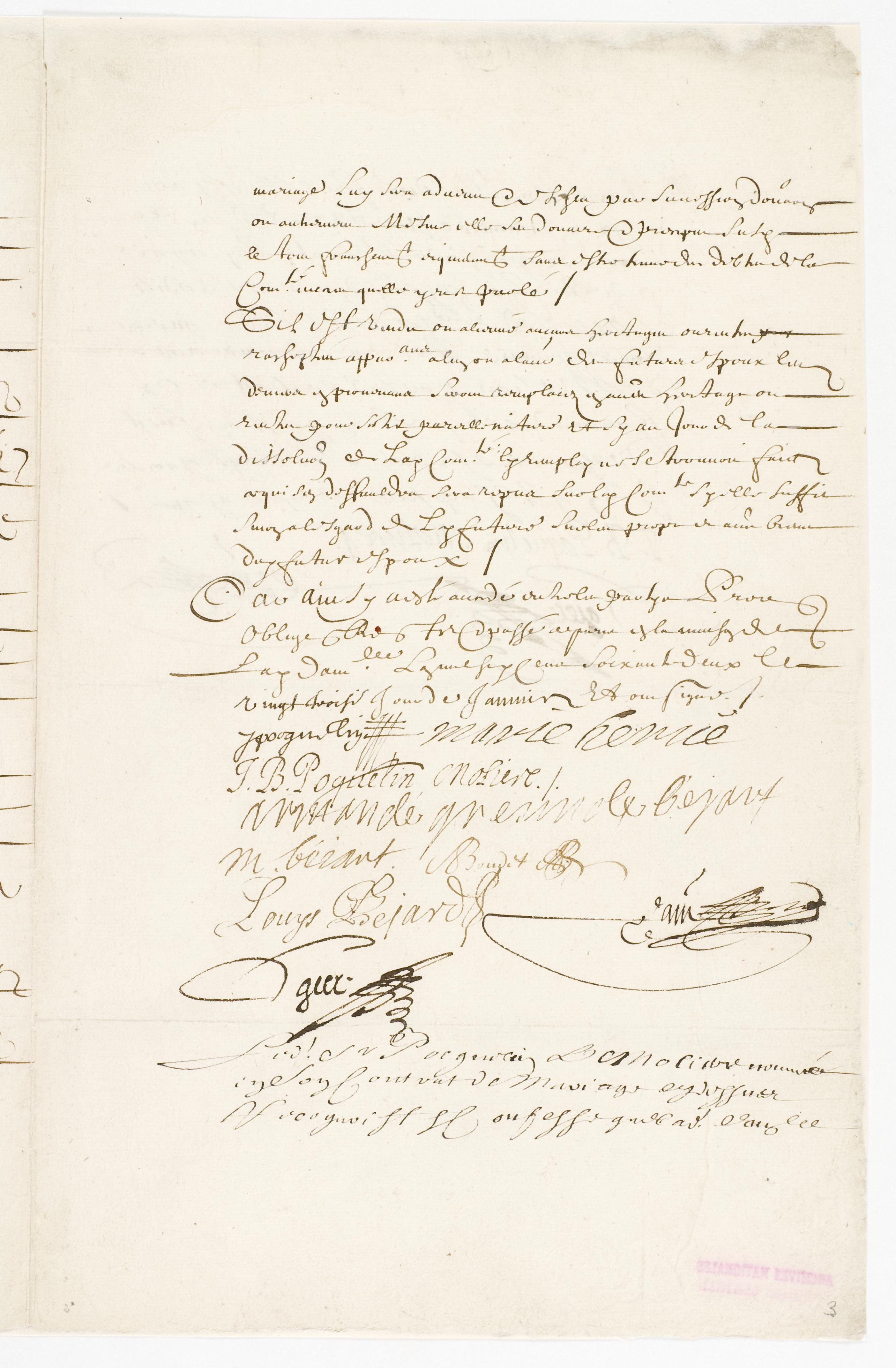
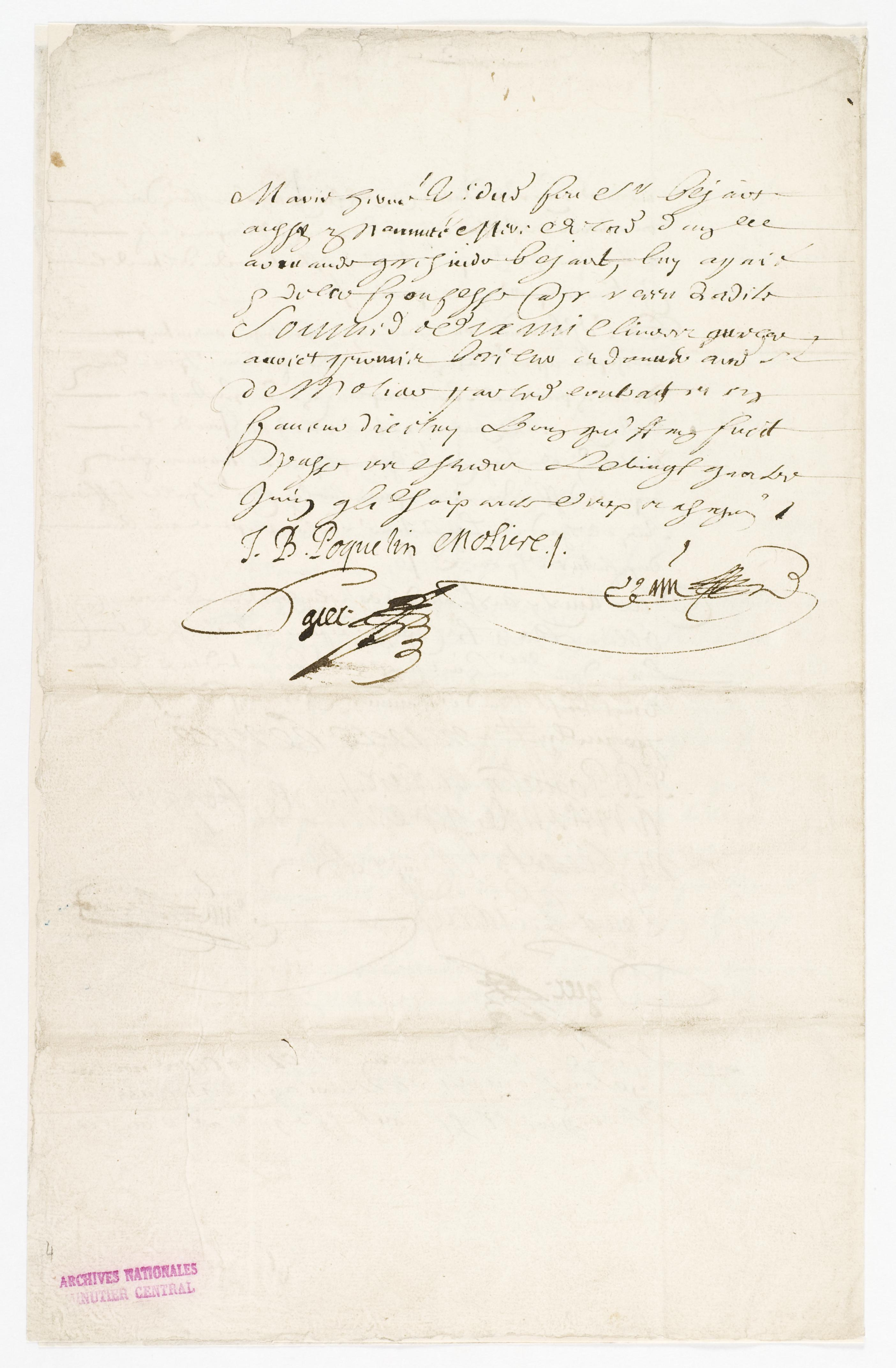

結婚後、最初の1年間は夫婦関係は順風満帆であったようである。ところが、徐々に2人はすれ違っていくようになった。その最初の気配は1663年の「ヴェルサイユ即興劇」に現れる。

モリエール嬢(アルマンド):遠慮なく言っていいかしら？あなたの一人芝居を書けばよかったわね。

モリエール:うるさいね、頭の悪い人だよ、お前は。

モリエール嬢:御挨拶だこと。これですもの、結婚すると人が変わるのね、一年半前はこんなことは言わなかったのに。

モリエール:うるさいじゃないか。

モリエール嬢:ちょっと式を挙げたくらいで情け深いところが無くなってしまうなんて変だわ、女一人を夫の目で見るのと恋人の目で見るのと、大変な違いね。

モリエール:何をつべこべ言うんだ！

もちろん、劇中の台詞であるからモリエールの遊び心によるものととることも容易であるが、結婚以降のモリエールの作品では若い娘と中年男の結び付きがテーマとなっており、その上どんどん男の扱いが悪くなっているのもまた事実である。ジャン＝レオノール・グリマレの「モリエール氏の生涯」では、この辺りのことを次のように記述している:
以下は、親友であった画家ピエール・ミニャールらに語ったとされるモリエールの言葉。こちらもグリマレによる記述::
1660年代の半ばから後半にかけて、モリエールは大成功を収めて名声を高める一方で、ますます激しい攻撃にさらされるようになっていた。心身ともに疲れ切り、家庭内に安息を求めたモリエールにとって、アルマンドは逆に負担を増やしただけであった。こうして夫婦関係は冷え込んでいき、それが彼の健康にまで害を及ぼすことになるのである。

## エピソード
- 「ミス・ムヌー」なる芸名で南フランス巡業中に、子役として初舞台を踏んだらしい。アルマンドは眼が小さく、口が大きく、口調や態度が無造作であり、いわゆる整った顔立ちの美人ではなく、癖のある顔立ちをした女性で、性格も内気で家庭的というより、社交的で開放的であったという[3]。

- モリエールとの3人の子供のうち、成人したのはマリー・マドレーヌ・エスプリだけであったが、彼女との関係もあまり上手くいかなかった。彼女はアルマンドの再婚についてあまり喜んでいなかったらしく、また夫妻の方でも彼女を疎ましく思っていたようで、マリーは僧院に預けられた。その結果、彼女の結婚の話は一向に持ち上がらず、ようやく結婚できた時には40歳になっていた[23]。

- モリエールが劇団に所属する俳優、ミシェル・バロンをあまりに可愛がるので、それに嫉妬して平手打ちを食らわせて以来、犬猿の仲となった。バロンは劇団を出て行ってしまったが、モリエールは彼を忘れられず、再び劇団に呼び戻した。すっかり美しくなったバロンを見て、アルマンドが言い寄ったなどという話が一時流れたが、これは事実に基づかない中傷であった[24]。

- モリエールが死去した際にも、バロンと揉めた。バロンが自ら作った借金であったが、モリエールが保証人となっていたため、モリエール亡き後はアルマンドに借金の督促が回ってきたのである[25]。